# Сон и его сводный брат Смерть
«Сон и его сводный брат Смерть» (англ. Sleep and his Half-brother Death) — картина английского художника Джона Уильяма Уотерхауса, написанная в 1874 году. Изображает богов древнегреческой мифологии братьев-близнецов Гипноса и Танатоса. Картина стала первым полотном Уотерхауса, выставленным в Королевской академии. Написана после того, как младшие братья художника скончались от туберкулёза.

## Описание
Картина «Сон и его сводный брат Смерть» является отсылкой к богу сна и сновидений Гипносу и богу смерти Танатосу, которые в греческой мифологии (несмотря на данное художником название полотна) были братьями-близнецами, сыновьями богини ночи Нюкты и бога вечной тьмы Эреба. 
Двое юношей Сон (Гипнос) и Смерть (Танатос) изображены на картине возлежащими на кровати в похожих позах, однако персонаж на переднем плане, олицетворяющий Сон, залит светом, а его брат, олицетворяющий Смерть, окутан тьмой. Сон обнимает маки, символ сна и сказочных сновидений. По мере того как взгляд зрителя переходит с переднего плана на задний, он как бы движется от жизни к смерти. 